# Венглињец
Венглињец (пољ. Węgliniec) град је у Пољској у Војводству доњошлеском. По подацима из 2012. године број становника у месту је био 3049.
.

## Становништво
| 2012. |
| ----- |
| 3.049 |